# Tegenaria mexicana
Tegenaria mexicana är en spindelart som beskrevs av Roth 1968. Tegenaria mexicana ingår i släktet husspindlar, och familjen trattspindlar. Inga underarter finns listade i Catalogue of Life.